# Marsdenia speciosa
Marsdenia speciosa är en oleanderväxtart som beskrevs av Henri Ernest Baillon. Marsdenia speciosa ingår i släktet Marsdenia och familjen oleanderväxter. Inga underarter finns listade i Catalogue of Life.